# 위드 (음악 그룹)
위드(영어: Wid)는 2003년에 결성된 대한민국의 2인조 음악 그룹이다.

## 활동
위드는 2003년에 악앤락 엔터테인먼트에 의해 결성되었으며 데뷔 당시에는 기획사의 오디션을 통해 선발된 채원, 지영(본명 박지영)이 멤버로 활동했다. 채원은 데뷔 이전에 SBS에서 방송된 버라이어티 프로그램 《좋은 친구들》에서 비디오 자키(VJ)로 활동했다.
위드는 2003년 6월에 정규 1집 앨범 《Blue》를 발표하고 유로댄스 스타일을 띤 타이틀곡인 〈오래오래〉로 데뷔했다. 그러나 채원이 1집 음반 활동 도중에 소속사와의 갈등으로 인하여 탈퇴했는데 소속사에서는 연습생이었던 미혜(본명 이미혜)를 급히 합류시켰다. 이 때문에 후속곡인 〈Return〉으로 활동하던 동안에는 미혜와 지영이 각각 맡은 메인 파트와 서브 보컬 파트를 재녹음하는 과정을 거쳤다.
2003년에는 미혜가 KBS 2TV에서 방송된 코미디 프로그램 《개그콘서트》를 통해 인기를 누리고 있던 코미디언 박준형, 정종철이 주연을 맡은 영화 《마법경찰 갈갈이와 옥동자》에서 가희 역할을 맡았으나 별다른 주목을 받지 못했다. 위드는 2004년 여름에 정규 2집 앨범 발매를 목표로 준비하고 있다가 소속사가 폐업하면서 해체되었다. 그룹이 해체된 이후에 지영은 벨리댄스 분야로 전향하면서 활동을 이어나갔다.

## 작품

### 음반
- 정규 1집 앨범 《Blue》 (2003년 6월 5일 발매, 레이블: 웅진코웨이개발)

1. Emotion
2. 오래오래
3. 봐봐
4. End
5. Change
6. 배려
7. Return
8. 내가 알았던 이별
9. Emotion (Instrumental)
10. 오래오래 (Instrumental)